# フォーリン (アリシア・キーズの曲)
「フォーリン」（Fallin'）は、アメリカ合衆国の女優で歌手のアリシア・キーズの楽曲。この楽曲は、彼女のデビューアルバム『ソングス・イン・A・マイナー』に収録され、アルバムから最初のシングルとして2001年4月6日にリリースされた。各国の週間シングルチャートでは、このデビューシングルで全米Billboard Hot 100の1位を獲得した。またニュージーランドとオランダでも1位を獲得している。翌2002年の第44回グラミー賞にて、最優秀楽曲賞を受賞した。